# Jean Ramel
Jean Ramel, francoski maršal, * 1768, † 1815.
1. ↑  podatkovna baza Léonore — ministère de la Culture.
2. 1 2  data.bnf.fr: platforma za odprte podatke — 2011.
3. ↑  SNAC — 2010.